# Yūta Iyama
Yūta Iyama 26-sei Hon'inbō Monyū, Kisei onorario, Tengen onorario, Ōza onorario (井山 裕太?, Iyama Yūta; Higashiōsaka, 24 maggio 1989) è un giocatore di go giapponese.
Con la vittoria del Jūdan nel 2016, Iyama è diventato il primo goista della storia a detenere tutti e sette i principali titoli giapponesi contemporaneamente. La vittoria del quinto titolo Hon'inbō consecutivo, ottenuta nello stesso anno, gli ha conferito il titolo di ventiseiesimo Hon'inbō onorario, con l'assunzione del nome «26-sei Hon'inbō Monyū». La vittoria del suo decimo Ōza nel dicembre 2024 lo ha consacrato primatista solitario di competizioni vinte, nonché Ōza onorario.

## Biografia
Iyama è stato il primo professionista giapponese di Go nato nell'era Heisei. Imparò il gioco all'età di cinque anni, dimostrando un talento tale che già l'anno successivo era terzo dan amatoriale. Iniziò a studiare come allievo di Kunio Ishii, giocando con lui molte partite online.
Alle scuole elementari vinse due volte il campionato di categoria, nel 1997 e nel 1998. Lo stesso anno divenne un insei (uno studente della scuola interna alla Nihon Ki-in, la federazione goistica giapponese), e come tale non poté prendere parte ad altri tornei scolastici. Tentò una prima volta l'esame da professionista nel 2001, ma perse contro Kohei Kawada. L'anno seguente riprovò e riuscì a passarlo, diventando il quarto più giovane professionista della storia del Giappone dopo Cho Chikun, Utaro Hashimoto e Satoshi Yuki.
La sua ascesa tra i professionisti è stata rapidissima: tra il 2002 e il 2004 le sue performance nel torneo Oteai gli permisero di avanzare di grado dal primo fino al quarto dan. L'anno seguente venne addirittura promosso direttamente al settimo dan, saltando i due livelli intermedi poiché si era aggiudicato l'Agon Cup. Lo stesso anno raggiunse anche la finale del Shinjin-O ma fu sconfitto.
Nel 2008 raggiunse per la prima volta la finale di uno dei sette tornei maggiori: il Meijin, ma fu sconfitto da Cho U per 4 vittorie a 3. In virtù di questo risultato tuttavia fu nuovamente promosso di grado arrivando all'ottavo dan. Il nono e ultimo dan fu guadagnato l'anno seguente, a soli 20 anni, in seguito alla vittoria di due tornei: il Ryusei e proprio il Meijin, prendendosi la rivincita contro Cho U per 4-1. 
Dal 2009 in poi ha iniziato a fare incetta di tutti i principali tornei, diventando nel 2016 il primo e unico giocatore a detenere contemporaneamente tutti i sette maggiori titoli professionistici giapponesi: Kisei, Meijin, Hon'inbō, Tengen, Ōza, Jūdan e Gosei. Nel 2017 ha confermato il possesso dei sette titoli, a cui si è aggiunto il torneo minore NHK Cup.
Nel dicembre 2020 ha perso 2-3 contro Ryō Ichiriki la finale per il Tengen.
Tra maggio e luglio 2021 ha difeso il titolo di Hon'inbō nella finale della settantaseiesima edizione contro Toramaru Shibano: dopo essere andato in vantaggio nel primo incontro, ha perso tre partite consecutive, permettendo a Shibano di ottenere il titolo con un'ulteriore vittoria; Iyama è stato però in grado di ottenere tre vittorie consecutive, vincendo la serie 4–3. Con questa vittoria, Iyama ha stabilito il record di dieci vittorie consecutive dell'Hon'inbō, eguagliando il primato di Cho Chikun (1989–1998). Ad agosto ha sfidato il detentore Ichiriki Ryo nella finale della quarantaseiesima edizione del Gosei: sconfiggendolo per 3-2 ha ottenuto il Gosei per la settima volta, la prima dall'edizione del 2017, arrivando a detenere quattro titoli maggiori in contemporanea. Il 2 ottobre è stato sconfitto da Kyo Kagen nella finale per la ventottesima edizione della Agon Cup. A novembre ha difeso il titolo di Meijin contro Ryo: dopo essere andato in svantaggio per 0–1, per 1–2 e poi di nuovo per 2–3, ha vinto la finale della 46ª edizione del Meijin per 4–3, ottenendo il titolo di Meijin per l'ottava volta. A dicembre ha sconfitto nella finale della sessantanovesima edizione dell'Oza Shibano Toramaru, per 3-2, ottenendo questo titolo per la settima volta e accumulando contemporaneamente cinque delle sette "corone", ovvero i sette principali tornei giapponesi: per Iyama si tratta del sessantottesimo titolo nazionale.
Nel corso dell'edizione 2022 ha perso il titolo di Kisei, sconfitto 4–3 da Ryō Ichiriki. Nello stesso anno, ha perso anche il titolo di Meijin, sconfitto per 4–3 da Toramaru Shibano. Nell'edizione 2022 dell'Hon'inbō, invece, è riuscito a difendere il titolo sconfiggendo in finale Ryō Ichiriki per 4–0. Un'altra difesa del titolo è avvenuta nel corso dell'settantesima edizione dell'Ōza, quando nel corso della finale, Iyama ha sconfitto per 3–0 Yu Zhengqi. Ha difeso il titolo di Gosei nella finale della quarantasettesima edizione, vinta 3–0 contro Ryō Ichiriki (seconda vittoria consecutiva, ottava in totale). Ha perso la finale della ventinovesima edizione della Coppa Agon contro Hirata Tomoya, mentre si è aggiudicato per la quarta volta (primato a pari merito) il Ryusei contro Satoshi Yuki.
Nel corso dell'edizione 2023 del Meijin, Iyama ha sconfitto Ryō Ichiriki Kisei nella finale per la determinazione dello sfidante, ma è stato a sua volta sconfitto da  Shibano Toramaru nella finale per il titolo. Lo stesso Ryō Ichiriki Kisei, però, ha sconfitto Iyama 4–3 nella finale della 78ª edizione dell'Hon'inbō, interrompendo la serie di undici vittorie consecutive di Iyama. Iyama ha invece avuto la meglio su Ichiriki nel corso della quarantottesima edizione del Gosei, in cui ha difeso il titolo sconfiggendo il rivale nuovamente per 3–0  (terza vittoria consecutiva, nona in totale). Ha difeso con successo il titolo di Oza nella finale della settantunesima edizione, sconfiggendo per 3–2 Yu Zhengqi: si tratta del nono Oza, terzo consecutivo, e del settantaseiesimo titolo nazionale. Tra agosto e novembre ha disputato la finale della quarantottesima edizione del Meijin, perdendo per 2–4 contro Shibano Toramaru. A dicembre ha perso la finale della 30ª edizione dell'Agon Cup contro Ichiriki: per Iyama si è trattato della terza finale dell'Agon persa consecutivamente. Il 25 dicembre ha vinto la finale del Ryusei contro Shibano: si tratta della seconda vittoria consecutiva, quinta assoluta, primato per la competizione, nonché del settantasettesimo titolo nazionale e ottantesimo in carriera.
Tra gennaio e marzo 2024 ha perso per 3-4 la finale della quarantottesima edizione del Kisei contro il detentore del titolo Ichiriki Ryo. Tra febbraio e aprile ha sconfitto per 3–2 Toramaru nella finale della sessantaduesima edizione del Jūdan, conquistando questo titolo per la sesta volta. A luglio 2024 ha difeso il titolo di Gosei, sconfiggendo per 3-0 Shibano Toramaru; per Yūta si tratta della decima vittoria di questo titolo. A dicembre 2024 ha difeso il titolo di Ōza, sconfiggendo per 3-1 Shibano Toramaru; per Yūta si tratta della decima vittoria di questo titolo, che gli conferisce l'Oza onorario, nonché la vittoria che ha sancito il suo primato assoluto di titoli vinti. Sempre a dicembre, ha perso contro Fukuoka Kotaro la finale del Ryusei.
A gennaio 2025 ha perso per 3-4 la finale della quarantanovesima edizione del Kisei, dopo essere stato in vantaggio per 3-1 contro il detentore del titolo, Ichiriki. A marzo 2025 ha perso la NHK Cup contro Yu Zhengqi. Ad aprile ha perso il titolo di Jūdan, sconfitto per 0-3 da Toramaru Shibano.

### Carriera internazionale
Nonostante il lungo dominio incontrastato in patria, Iyama ha incontrato molteplici difficoltà ad affrontare giocatori cinesi e coreani. Infatti nel suo palmares internazionale figura solo la Asian TV Cup conquistata nel 2013 e due titoli minori (la Bosai Cup 2011 e la Agon Cup Cina-Giappone del 2015). Gli scarsi risultati all'estero hanno portato molti appassionati a ritenere che Yūta Iyama non sia nulla più che un buon giocatore, e che i suoi grandi successi in patria siano dovuti principalmente al magro periodo del Go giapponese, caratterizzato dai grandi campioni del passato che ormai sono avanti con gli anni e dall'assenza di altre giovani promesse.
Nel novembre 2021, Iyama ha ottenuto quattro vittorie consecutive nella ventitreesima edizione della Nongshim Cup, sconfiggendo in successione Fan Tingyu, Byun Sangil, Li Qincheng e Shin Minjun.
È stato selezionato come membro della squadra giapponese di go ai XIX Giochi asiatici del 2023, dove ha partecipato alla competizione maschile a squadre insieme a Seki Kotaro, Shibano Toramaru, Ichiriki Ryō, Sada Atsushi e Iyama Yūta. Nel torneo preliminare ha ottenuto quattro vittorie, inclusa quella contro il taiwanese Xu Jingen (unica vittoria nella sconfitta per 1-4 contro Taiwan), e una sconfitta, quella contro il sudcoreano Shin Min-jun: in questo modo ha contribuito al passaggio del turno del Giappone, in quanto la sua vittoria su Xu è stata decisiva a garantire il quarto posto in classifica. In semifinale la squadra giapponese ha incontrato nuovamente quella sudcoreana, venendo sconfitta per 0-5: Iyama ha perso contro Shin Min-jun. Nella finale per il bronzo, ha ottenuto una vittoria contro il taiwanese Xu Jingen nel 4-1 con cui il Giappone ha sconfitto Taiwan, ribaltando il risultato dei gironi, e ha conquistato la medaglia di bronzo. A fine luglio 2024 ha perso la semifinale della seconda edizione della Quzhou-Lanke Cup World Go Open contro il detentore del titolo, il cinese Gu Zihao.

### Titoli onorifici

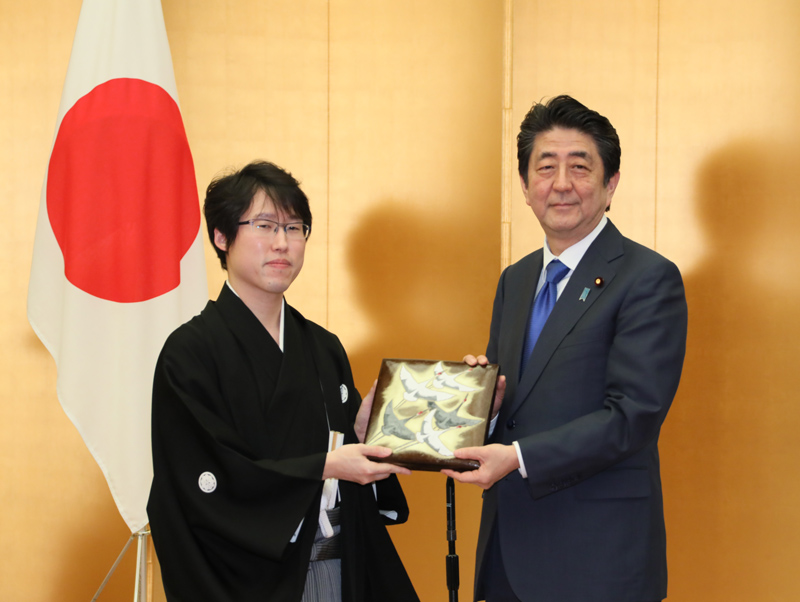
Conferimento della Medaglia d'onore a Iyama, alla presenza del primo ministro giapponese Shinzo Abe.

Per le sue cinque vittorie consecutive del titolo di Hon'inbō, Iyama ha avuto l'onore di adottare il nome Hon'inbō come ventiseiesimo capo onorifico della famiglia: ha scelto come proprio appellativo 26-sei Hon'inbō Monyū. Per aver vinto il titolo di Kisei per cinque volte consecutive, ha anche ricevuto il titolo di Kisei onorario. Iyama ha vinto otto edizioni del Tengen, ma dopo le prime tre consecutive (2011-2013) ha perso contro Shinji Takao; per diventare Tengen onorario ha quindi dovuto vincere cinque edizioni consecutive, tra il 2015 e il 2019. Nel 2024 ha conquistato il suo decimo Oza, diventanto Oza onorario.
Per i suoi meriti gli sono stati conferiti il People's Honour Award nel 2018  e la Medaglia d'onore con nastro viola nel 2022.

## Palmarès
| Nazionali                | Nazionali                                   | Nazionali                              |
| Torneo                   | Vittorie                                    | Finalista                              |
| ------------------------ | ------------------------------------------- | -------------------------------------- |
| Kisei                    | 9 (2013–2021)                               | 4 (2011, 2022, 2024, 2025)             |
| Meijin                   | 8 (2009, 2010, 2013–2015, 2017, 2020, 2021) | 6 (2008, 2011, 2016, 2018, 2022, 2023) |
| Hon'inbō                 | 11 (2012–2022)                              | 1 (2023)                               |
| Tengen                   | 8 (2011–2013, 2015–2019)                    | 2 (2014, 2020)                         |
| Ōza                      | 10 (2012, 2013, 2015–2018, 2021–2024)       | 2 (2014, 2019)                         |
| Gosei                    | 10 (2012–2017, 2021–2024)                   | 1 (2018)                               |
| Jūdan                    | 6 (2011, 2012, 2016–2018, 2024)             | 3 (2013, 2019, 2025)                   |
| Agon Cup                 | 5 (2005, 2011, 2014, 2015, 2020)            | 3 (2021, 2022, 2023)                   |
| Ryusei                   | 5 (2009, 2011, 2012, 2022, 2023)            | 3 (2016, 2020, 2024)                   |
| NHK Cup                  | 3 (2016, 2017, 2019)                        | 4 (2009, 2012, 2018, 2025)             |
| Shinjin-O                | 1 (2007)                                    | 1 (2005)                               |
| Daiwa Cup                | 2 (2010, 2012)                              | 2 (2007, 2009)                         |
| Daiwa Cup Grand Champion | 2 (2008, 2009)                              |                                        |
| Totale                   | 80                                          | 32                                     |
| Continentali             |                                             |                                        |
| Bosai Cup                | 1 (2011)                                    |                                        |
| Agon Cup Cina-Giappone   | 1 (2015)                                    | 2 (2005, 2014)                         |
| World Mingren            |                                             | 1 (2015)                               |
| Totale                   | 2                                           | 3                                      |
| Internazionali           |                                             |                                        |
| Asian TV Cup             | 1 (2013)                                    |                                        |
| LG Cup                   |                                             | 1 (2018)                               |
| Total                    | 1                                           | 1                                      |
| Totale in carriera       |                                             |                                        |
| Totale                   | 83                                          | 36                                     |